# السرعة لا تزيد عن صفر (فلم)
السرعة لا تزيد عن صفر  فيلم دراما كوميدي للمخرج إبراهيم الشقنقيري عام 1992 كتب القصة والسيناريو والحوار إبراهيم محمد علي. الفيلم من بطولة أحمد بدير، عبلة كامل، ناهد سمير، عبد السلام محمد، وبدر الدين جمجوم  وتدور الأحداث حول عبد الله الموظف المنقول حديثاً للعمل بالقاهرة هو وزوجته والذي يقرر أن تجنب زحام وصعوبة وسائل المواصلات تستلزم شراء سيارة، وتبدأ رحلة البحث.
صدر الفيلم في يناير 1992.
منح موقع قاعدة بيانات الأفلام العربية «السينما.كوم» الفيلم درجة 6.6/ 10.

## طاقم التمثيل
أحمد بدير: في دور عبد الله أحمد عبد الحق
عبلة كامل: في دور سناء (زوجة عبد الله)
ناهد سمير: في دور أم عبد الله
عبد السلام محمد: في دور عم وهدان (الترزي)
رأفت فهيم: في دور صاحب معرض السيارات
فاروق فلوكس: في دور سائق الأتوبيس
أبو الفتوح عمارة: في دور موظف زميل عبد الله
حلمي عبد الوهاب: في دور موظف الجمارك
بدر الدين جمجوم: في دور حسن (موظف دفتر التوقيع)
محمد الصاوي: في دور فكري (زميل عبد الله)
علي مصطفى: في دور منعم (موظف زميل عبد الله)
أبو السعود عطية: في دور عباس (ساعي بشركة عبد الله)
مختار أمين: في دور رفعت (موظف زميل عبد الله)
سيد صادق: في دور تاجر العملة
هشام عثمان: في دور ضابط الشرطة
شفيق الشايب: في دور مدير عبد الله
بالاشتراك مع: رشدي عسكر – سليمان حسين – موسى سالم – أنور ناشد – مهدي عباس – أحمد البرعي – محمد عبد الحليم – عبد الله الصفتي – حسين الشريف – عزت المشد – عبد المنعم المرصفي

## الموسيقى والأغاني
هاني شنودة (موسيقى تصويريه والحان)
عبد السلام أمين: كلمات الأغاني
أحمد بدير: غناء
الأغاني: بحلم بحاجات بسيطة - وباحوش في الماهية

## أحداث الفيلم
يعيش عبد الله (أحمد بدير)، الموظف بوزارة الزراعة، مع زوجته سناء (عبلة كامل) الموظفة بالوحدة الصحية في إحدى القرى. ينال عبد الله ترقية وينقل إلى القاهرة وأيضا تنقل زوجته معه. يرحب الزوجين بالعيش في القاهرة، ولكنهم لا يجدوا سكن يناسب إمكانياتهم إلا في البدرشين التي تبعد كثيراً عن مقر عملهم. يعاني الزوجين كثيراً في المواصلات، فيقترح عليهم عم وهدان الترزي (عبد السلام محمد) شراء سيارة مستعملة، ويعثر عبد الله على سيارة قديمة ويستأجر معلم لقيادة السيارة (رشدي عسكر). يعاني عبد الله من أعطال السيارة والإنفاق على قطع الغيار، ويستنفذ الميكانيكي أمواله ويضيع وقته جالساً بجوار السيارة. يقترح عم وهدان بيع السيارة المتهالكة وشراء سيارة جديدة، وبالفعل يبدأ الزوجين في الإدخار والاشتراك في «جمعيات» بعد أن يجعل عبد الله زوجته سناء تحصل على اجازة بدون راتب توفيراً للمصاريف والمجهود ريثما يحصل على السيارة. يكتمل ثمن السيارة الفيات 133 ولكنه يكتشف أن شركة النصر لصناعة السيارات أوقفت صنعها، وليس أمامه سوى سيارة فيات 128 ثمنها 15 ألف جنيه، فيبدأ في جمع ثمنها بالادخار ويشترك في الجمعيات ويحاول بيع أرضه وترفض والدته (ناهد سمير) فيسارع برهنها وعمل سلفة من شركته حتى يستكمل ثمن السيارة. يتوجه لشراء السيارة ولكنه يجد أن سعرها قد إرتفع إلى 18 ألف جنيه. يبيع عبد الله الأرض ومصاغ والدته ومصاغ زوجته ويستكمل المبلغ، فيكتشف أن شراء السيارة بسعرها يتم بالحجز، أما إذا أراد أن يشتريها من السوق السوداء فعليه أن يدفع ألفين جنيه فوق ثمنها، وهناك حل آخر لشراء السيارة من شركة النصر في الحال وذلك إذا دفع بالعملة الصعبة. ينصحه وهدان بإستبدال ما معه بالدولارات من تاجر العملة الصعبة (سيد صادق)، وعند استبدال العملة تلقي الشرطة القبض عليه. يقترح عليه ضابط الشرطة (هشام عثمان) عمل مصالحة مع الشرطة وذلك بالتنازل عن الدولارات للحكومة. يفكر عبد الله في السفر للخارج وشراء سيارة من هناك، وبالفعل يحصل على أجازة بدون مرتب ثم يحصل على عقد عمل بعد دفع 500 جنيه ويسافر إلى إيطاليا ليعمل في فندق لمدة 11 شهر ويجمع ثمن السيارة ويعود بها. يطالبه موظف الجمرك (حلمي عبد الوهاب) بمبلغ كبير لأنه غير مسموح له بإدخالها لأنه لم يقضي بالخارج عاما كاملا، وتباع السيارة في المزاد. ترسل سناء خطابا إلى سعيد ابن عمها الذي يعمل بالخارج ليرسل لهما سيارة بإسمه يدفعون هم جمركها ويسددون له ثمنها حين عودته، وبالفعل يرسل سعيد السيارة على جمرك الأسكندرية، وحينما يذهب عبد الله للإفراج عنها يكتشف أن رسوم الجمرك قد أرتفعت 100٪ منذ يومين فيؤثر عبد الله السلامة ويشترى دراجة وسناء تجلس خلفه 

## وصلات خارجية
- مقالات تستعمل روابط فنية بلا صلة مع ويكي بيانات
- السرعة لا تزيد عن صفر على موقع الدهليز